# Geoff Downes
Geoff Downes   (Stockport, 25 d'agost de 1952) és un teclista de rock britànic.

## Biografia
Geoffrey Downes va néixer el 25 d'agost de 1952 en Stockport, Greater Manchester, Anglaterra. Va ser fill d'una parella de músics -el seu pare era organista en una església i la seva mare pianista-, per la qual cosa des de petit va tenir interès per la música i especialment pels teclats. Des de jove va tocar en diverses bandes de la seva localitat natal així com en el grup de música del seu col·legi a Leeds. Després de graduar-se es va mudar a Londres, on va treballar com a músic d'estudi i va gravar alguns "jingles" o falques musicals dedicades a publicitat.
En Downes va estar assajant unes setmanes amb el grup Wizzard (Glam Rock) però no hi va continuar.
El 1976 va conèixer a Trevor Horn en una audició per a la banda de pop de Tina Charles. Van continuar treballant junts, i Downes va formar part eventualment amb The Buggles -i fins i tot va gravar l'èxit "Video Killed the Radio Star"-. El 1977 toca en directe al costat de Gary Boyle en un xou que va ser publicat el 2004 com "Live at the BBC" per Isotope i Gary Boyle.
L'èxit de The Buggles fa que Downes i el ja citat Horn entrin a formar part en Yes per a l'àlbum Drama i el seu tour de presentació. Quan el grup es va separar, al començament de 1981, Downes s'uneix a Steve Howe, Carl Palmer i John Wetton en un projecte que va ser anomenat Asia. L'èxit del grup va ser immediat, no en va, va ser concebut com una superbanda. A partir d'aquí Downes ha dedicat pràcticament tota la seva carrera al grup, i fins i tot durant diversos anys de la dècada dels 90 va ser l'únic membre fundador que es trobava a Asia.

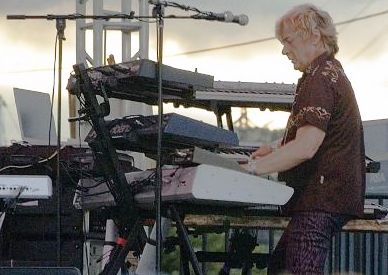
Amb Asia. 2006.

En els últims anys Wetton ha treballat en un projecte en solitari amb Downes. A més, ha col·laborat amb molts artistes com a músic convidat. En 2005 participa en el projecte en solitari de l'ex membre de Yes Alan White. El 2006, Downes es va reunir amb els membres originals d'Asia per a una sèrie de gires que van continuar el 2008, fins a la publicació d'un nou disc de material d'estudi, Phoenix (2008).
En 2011 Downes és reclutat per Yes per al nou disc Fly From Here, així es materialitza el seu retorn a la banda després de 30 anys, al costat del seu amic i excompany de banda en The Buggles i Yes, Trevor Horn, qui serà una vegada més el productor del nou treball de la banda.
En novembre de 2017 presentà un nou disc amb Cristopher Braide (Downes - Braide Association o DBA).

## Discografia

### Àlbums
- The Light Program (1986)
- Vox Humana (1992)
- Evolution (1993)
- The Work Tapis (amb Glenn Hughes) (1998)
- The World Service (1999)
- Wetton/Downes (amb John Wetton) (2001)
- Shadows And Reflections (2003)
- Icon (amb John Wetton) (2005)
- Skyscraper Souls (amb Cristopher Braide)(2017)

### EP
- Heat Of The Moment ' 05 (amb John Wetton) (2005)